# Calle Fremont
Fremont Street (Vegas) o la calle Freemont es la segunda calle más famosa de Las Vegas, Nevada, después del Strip de Las Vegas. Nombrada en honor al explorador John Charles Frémont y localizada en el corazón del corredor de casinos del downtown, la calle Fremont es (o era) el lugar de muchos famosos casinos como el Binion's Horseshoe, Eldorado Club, Fremont Hotel and Casino, Golden Gate Hotel & Casino, Golden Nugget, The Mint, y el hotel Pioneer Club.
Antes de la construcción de la Experiencia Freemont, el extremo occidental de la calle Fremont era virtualmente lo que se mostraba de Las Vegas en cada show de televisión y películas que querían mostrar las luces de Las Vegas. La abundancia de los letreros de neón, como el vaquero Vegas Vic, le ganó a la calle el apodo de Glitter Gulch (Quebrada o barranco Brillante en español).

## Historia

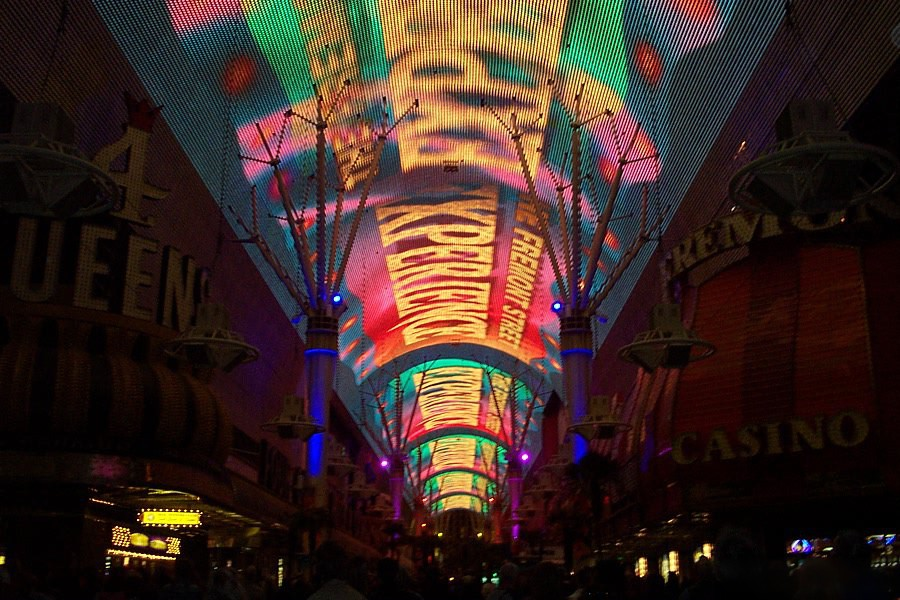
La calle Fremont con las letras iluminadas de "Space Frame".

La calle Freemont data desde 1905, cuando la ciudad de Las Vegas fue fundada.
Aunque el juego estaba bien establecido antes de ser legalizada, el Northern Club en 1931 recibió una de las primeras 6 licencias dadas en Nevada y la primera en la calle Fremont.
Glitter Gulch fue cerrada al tráfico vehicular en septiembre de 1994 para empezar la construcción de la Experiencia Freemont.

### En la cultura popular

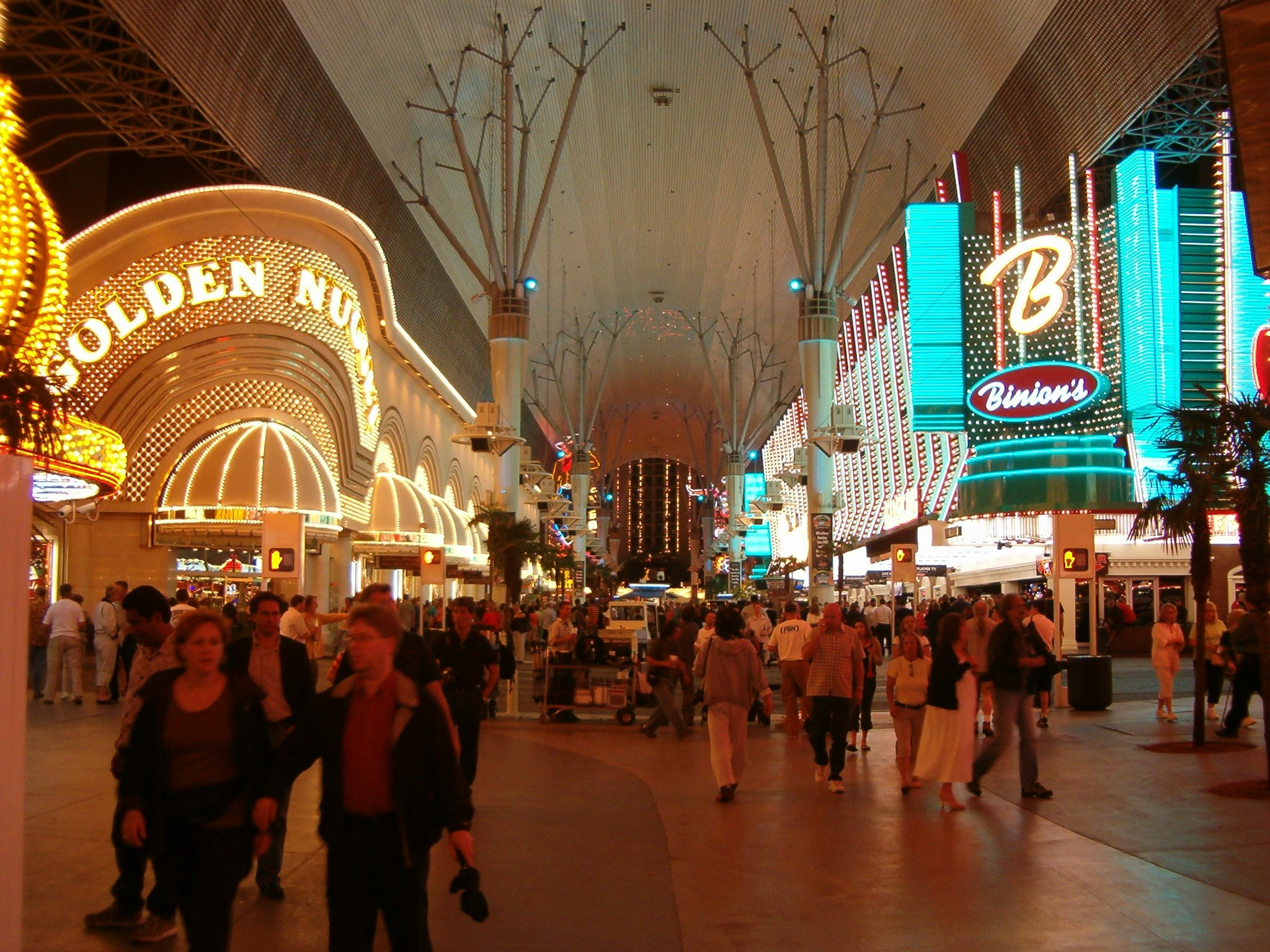
Los casinos Golden Nugget y Binion's Gambling Hall & Hotel en la noche

- El vídeo musical de 1987 para la canción I Still Haven't Found What I'm Looking For por U2 fue filmado en la calle Fremont y muestra a los miembros de la banda deambulando alrededor, mientras que The Edge tocaba una guitarra acústica.
- En 1989 la película Very bad things mostró la calle.
- En 1992, en la película Honey, I Blew Up the Kid se vio varias veces la calle Fremont.
- En 1994, Glitter Gulch fue mostrada en la miniserie de televisión The Stand.
- La película Vegas Vacation tiene algunas escenas en la calle Fremont.
- En la película de 2004 Dodgeball: A True Underdog Story, Steve el Pirata es visto a lo largo de la plaza cerca de la Experiencia Freemont.
- En el año 2005, Panic! at the Disco lanzó una canción sobre los moteles baratos en la calle Freemont, llamada Build God, Then We'll Talk.
- En la película lanzada en el año 2007 "Next", Nicholas Cage entró en el hotel Golden Nugget desde la Experiencia de la calle Freemont.
- El vídeo musical de Ice Cube del tema Chrome and Paint fue filmado en la calle Fremont.
- En el videojuego Tom Clancy's Rainbow Six: Vegas, Logan Keller, y sus compañeros de equipo Jung y Michael se infiltraron en la calle Fremont para encontrar una furgoneta en la cual la encontraron al pasar en un túnel de mantenimiento del Casino Stocco.
- Se hace referencia en la canción 'Mr. Siegal' de Tom Waits.
- Mostrada al principio de la serie de TV CSI en el episodio final de la séptima temporada.
- Mostrada en el comienzo de la serie de televisión Vega$.
- El ilusionista Criss Angel ha realizado numerosos trucos en aquel lugar.
- En el videojuego Fallout: New Vegas (2009) aparece como Freeside; lugar que sí ha sido arrasado por la catástrofe nuclear a diferencia del Strip.
- En el Videojuego Grand Theft Auto San Andreas (2004) aparece con el nombre de Old Venturas Strip, haciendo referencia a que es la antigua calle de las Vegas (en el juego; Las Venturas).

## Fremont East
En el 2006 la ciudad empezó a planear la remodelación de la calle Freemont al este de La Experiencia Freemont. Los planes detallados para la remodelación fueron dadas a conocer a inicios del 2007 e incluyó a 4 letreros de neón de calles de escape. El plan incluía $5.5 millones como parte del esfuerzo de reavivar el área del centro de Las Vegas.
Una sección de tres cuadras de la calle Freemont abrió justo al este de la Experiencia Freemont inaugurada el 24 de agosto de 2007. El área fue remodelada para incrementar el número de turistas por la oferta de numerosos bares y clubes.